# Dmanissi
Dmanissi (en géorgien : დმანისი) est une municipalité située à environ 90 km au sud-ouest de la capitale Tbilissi, dans la vallée de la rivière Mashavera, dans la région de Basse Kartlie, en Géorgie. Elle abrite le villqge de Patara Dmanisi, dans lequel se trouve un site préhistorique important, inscrit sur la liste indicative du patrimoine mondial de l'UNESCO, où furent découverts des fossiles d'Homo georgicus. Dans la municipalité de Dmanissi, trois endroits portent le nom de Dmanissi. Premièrement le centre de la municipalité, Dmanissi ou Dmanissi Kalaki, ensuite le village de Patara Dmanissi (Petit Dmanisi) et enfin celui de Didi Dmanissi (Grand Dmanissi ).

## Histoire

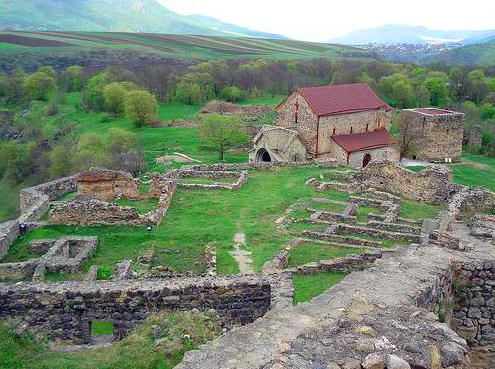
La basilique de Dmanissi Sioni et les ruines de la forteresse médiévale.

La région est occupée depuis le début de l'Âge du bronze. Dmanissi est mentionné pour la première fois au IXe siècle comme une possession de l'Émirat de Tbilissi. La cathédrale orthodoxe Dmanissi Sioni y a été édifiée au VIe siècle.
Situé à la confluence de routes commerciales et d'influences culturelles diverses, Dmanissi revêt une importance particulière, devenant un centre commercial majeur de la Géorgie médiévale. L'agglomération fut conquise par les Seldjoukides dans les années 1080, puis libérée par les rois géorgiens David IV et Démétrius Ier entre 1123 et 1125. Les armées Turco-mongoles conduites par Tamerlan dévastèrent la ville au XIVe siècle. Mise à sac de nouveau par les Turkmènes en 1486, Dmanissi ne retrouva jamais son importance et redevint un village, aujourd'hui Patara Dmanissi.

## Site médiéval
Des recherches archéologiques extensives ont débuté dans la région en 1936 et se sont poursuivies dans les années 1960. Elles ont livré de riches collections de vestiges médiévaux et ont permis de mettre au jour les ruines de différents monuments et structures.

## Site préhistorique
Des restes uniques d'ossements animaux ont également été découverts. Les vestiges fauniques identifiés en 1983 par le paléontologue géorgien A. Vekua incluent des dents du rhinocéros éteint Dicerorhinus etruscus etruscus, datant probablement du début du Pléistocène.
La découverte d'une industrie lithique peu élaborée en 1984 renouvela l'intérêt porté au site archéologique. En 1991, l'équipe de chercheurs géorgiens reçut le soutien d'archéologues allemands du Römisch-Germanisches Zentralmuseum, puis d'autres chercheurs des États-Unis, de France et d'Espagne. La première mandibule humaine fossile fut découverte en 1991 et le premier crâne en 1999.
L'inscription de Dmanissi sur la liste du patrimoine mondial de l'Unesco a été proposée en 2007.

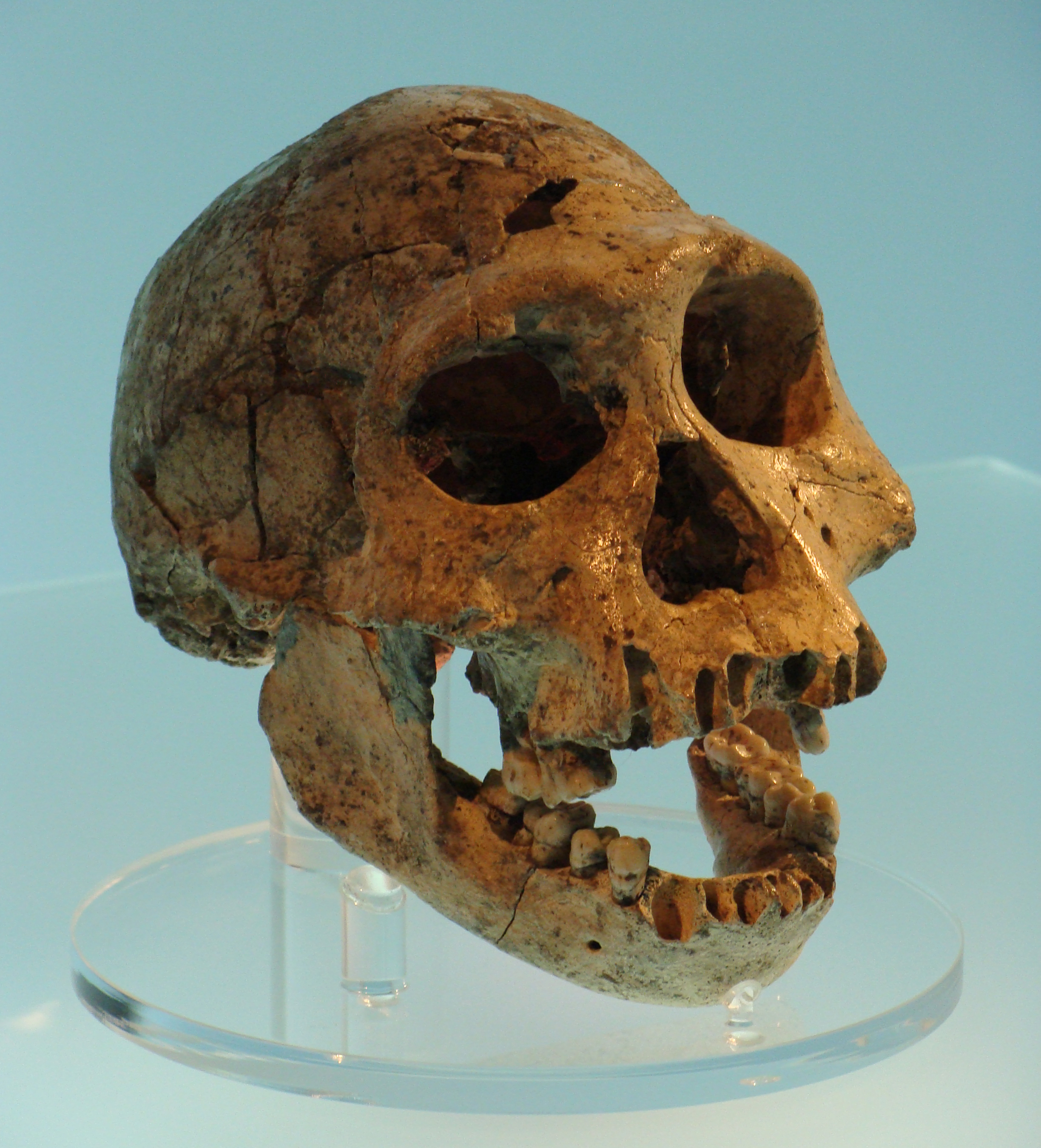
Le crâne D-2282.

### Homo georgicus
Les fossiles humains anciens découverts à Dmanissi de 1991 à 2005 ont été attribués à une nouvelle espèce dénommée Homo georgicus, dont le statut demeure discuté. 5 crânes, 4 mandibules, et de nombreux ossements humains postcrâniens ont été découverts sur le site. Ils reposaient sur une couche volcanique basaltique précisément datée de 1,78 million d'années et sont eux-mêmes datés de 1,77 Ma. Ce sont les fossiles humains les plus anciens découverts à ce jour hors du continent africain. Le site a également livré une industrie lithique oldowayenne, trouvée dans différentes couches dont la plus ancienne est datée de 1,85 Ma.
Le cinquième et dernier crâne, Dmanissi 5, découvert en 2005 et publié en 2013, est doté d'un cerveau de seulement 546 cm3, ce qui est plus petit que la moyenne d'Homo habilis.
Homo georgicus montre une grande variabilité interne. Les 5 crânes présentent néanmoins tous un faible volume cérébral. Le squelette postcrânien, avec des éléments de la colonne vertébrale et des os des membres inférieurs, montre une bipédie comparable à celle d'Homo ergaster, avec toutefois une taille du corps plus faible.
Homo georgicus pourrait être l'ancêtre de l'Homo erectus asiatique, avec lequel il partage certains traits morphologiques.

## District de Dmanissi
Le district de Dmanissi s'étend sur 1 199 km2, pour une population de 28 034 habitants.
